# Hans Gahlenbeck
Hans Gahlenbeck (* 27. September 1896 in Rostock; † 10. Dezember 1975 in Eisenach) war ein deutscher Dirigent und Generalmusikdirektor (GMD).

## Biografie
Gahlenbeck war von 1926 bis 1928 künstlerischer Leiter der Orchestervereinigung Berliner Musikfreunde. Er wurde 1928 als Dirigent musikalischer Oberleiter der Städtischen Bühnen in Kiel. Nach dem Weggang von Fritz Stein als Dirigent des Vereins der Musikfreunde (Musikfreunde Kiel / VdM) und  Kieler Universitätsmusikdirektor wurde Gahlenbeck 1933 sein Nachfolger als Leiter der VdM-Konzerte und städtischer Musikdirektor sowie 1934 als Generalmusikdirektor, wodurch die personelle Trennung von Opern- und Konzertwesen aufgehoben werden konnte. Die Konzertprogramme fielen während der NS-Zeit erwartungsgemäß „deutsch“ aus: Viel Beethoven und Mozart, Schubert, Brahms, Strauss und Pfitzner. Zum 1. Mai 1937 trat er der NSDAP bei (Mitgliedsnummer 5.132.645). 1938 erfolgte seine Berufung als GMD am Mecklenburgischen Staatstheater Schwerin in Mecklenburg. 1939 erhielt er anlässlich des 50. Geburtstages von Adolf Hitler den Ehrentitel Staatskapellmeister. Er war für den Gau Mecklenburg der Partei tätig, seit etwa 1941 auch als Gaubeauftragter für Musikangelegenheiten.
Nach 1945 erfolgte weiterhin sein Einsatz als Dirigent bzw. GMD in Mecklenburg in Schwerin und 1954/55 als GMD in Rostock an der Norddeutschen Philharmonie Rostock. Gahlenbeck folgte 1955 einem Ruf als GMD an das Thüringer Landestheater Eisenach; sein Nachfolger wurde Gerhart Wiesenhütter. Eine von Heinz Röttger 1954 vorbereitete Aufführung von Richard Wagners Ring des Nibelungen wurde als erste zyklische Aufführung dieser Art in der DDR dann von ihm als neuer musikalischer Oberleiter dirigiert. Er war musikalischer Oberleiter bis 1967.
Ehrungen
- Ehrenmitglied des Theaterensembles am Thüringen Landestheater Eisenach
- 1966 Vaterländischer Verdienstorden in Bronze[2]